# Арзамасцев Іван Андрійович
Іван Андрійович Арзамасцев (20 лютого 1897, Єйськ, Кубанська область, Російська імперія - 9 травня 1982, Прага, ЧССР) — чехословацький банкір українського походження, колекціонер мистецтва, меценат.

## Життєпис

### Ранні роки
Народився 20 лютого 1897 в Єйську, батько купець, торгував зерном. 
Закінчив Єйське реальне училище, незадовго до Першої світової сім'я переїжджає до Києва, де юнак навчається в електротехнічній школі.
У 1914 вступив до Харківського практичного технологічного інституту. 
У 1921 емігрував з батьками до Праги. У Чехословаччині зайнявся банківською справою, заробив великий статок.

### Колекціонер
Розбагатівши, захопився мистецтвом, часто відвідував художні виставки, знайомився і дружив з різними чехословацькими художниками, купував ікони та картини, як до, так і після Другої світової війни.
В еміграції мав радянське громадянство, був членом Товариства радянсько-чехословацької дружби, в 1970-х зрідка з'являвся в СРСР. 
Помер 9 травня 1982 в Празі, за рік до смерті заповідав все своє майно, включаючи заощадження міста Єйську. Колекція, що налічує понад 200 одиниць, прибула до Єйського краєзнавчого музею в 1987. У його зборах були роботи невідомих художників італійського Відродження, Алоіса Білека, Людвіга Гофмана, Томаса Вебстера, Едуарда Демартіні (1892-1961), Карела Черни, Клавдія Лебедєва, Карела Шимунека, Йозефа Куделки та багатьох інших.

## Пам'ять
З 2017 ім'я Арзамасцева носить Єйський художній музей. Більшість експозиції цього музею представлена колекцією Арзамасцева.
У 2017 Арзамасцеву надано (посмертно) почесний титул «Благодійне ім'я Кубані».